# Colibrí de Costa
El colibrí de Costa (Calypte costae) és una espècie d'ocell de la família dels troquílids (Trochilidae) que habita Amèrica del Nord.

## Descripció
- Colibrí de mitjana grandària, amb uns 9 cm de llarg i un pes de 3 g. Bec fi, recte i negre. Potes negres.
- Ocell amb clatell, esquena i flancs verds. Parts inferiors i zona auricular de color gris pàl·lid. Capell i coll per davant porpra amb reflexos metàl·lics. La cua és verda amb plomes externes negres.

## Hàbitat i distribució
Viu en zones arbustives, matolls, conreus i ciutats del centre i sud de Califòrnia, sud de Nevada, sud-oest de Utah, oest i sud d'Arizona, Baixa Califòrnia i Sonora.